# Bembicia axillaris
Bembicia es un género monotípico de plantas  perteneciente a la familia Salicaceae. Su única especie:  Bembicia axillaris, es  originaria de Madagascar.

## Taxonomía
Bembicia axillaris fue descrita por (H.Perrier) Capuron
Sinonimia
- Bembiciopsis uniflora H.Perrier[2]